# グレート・ホワイト・ブラザーフッド
グレート・ホワイト・ブラザーフッド（Great White Brotherhood）とは、近代神智学やその影響を受けたニューエイジ思想で信じられている超自然的人物の集団である。日本語表記としては「聖白色同胞団」「大白色聖同胞団」「大いなる白色同胞団」 などがある。
近代神智学やニューエイジに見られる概念で、選ばれた人間を通して霊的な教えを広める偉大な存在とされる。グレート・ホワイト・ブラザーフッドのメンバーは、神智学の古代の知恵のマスターや またはアセンデッドマスターとして知られる。
その概念を最初に語ったのは近代神智学の創始者ヘレナ・ブ・ラヴァツキーであり、この集団に属するクートフーミやモリヤといったマハトマ（大師。ニューエイジなどでいうマスター）から教えを授かったと主張した。後に神智学協会やその教えを継ぐ他団体によって発展・拡大された。神智学協会の幹部チャールズ・ウェブスター・レッドビータによれば、グレート・ホワイト・ブラザーフッドのリーダーはサナト・クマーラである。グレート・ホワイト・ブラザーフッドのメンバーは地球における人間の「進化」（霊的進化）全体を統括しているという。
近代神智学では、たゆまぬ努力がなければ辿り着けない人類進化の最終局面であるという一種の集団的涅槃を目指しており、涅槃に達しうるが人類を導くために涅槃に入らずにいる人類の指導者たるマハトマ（マスター）が存在するとされた。ブラヴァツキーはマハトマのグループであるグレート・ホワイト・ブラザーフッドの使者であり、神智学協会は彼らの導きを受けていると主張しており、仏陀になりうるが衆生の救済のために成仏せず菩薩であり続けるという大乗仏教の菩薩という理想が取り入れられている。
グレート・ホワイト・ブラザーフッドからのメッセージを受け取ったと主張する人物にはブラヴァツキ―の他に、セレマ運動のアレイスター・クロウリー、アーケイン・スクールのアリス・ベイリー、IAM運動のガイ・バラード、The Bridge to Freedomのジェラルディン・イノセンテ、普遍勝利教会のエリザベス・クレア・プロフェット、ボブ・サンダース、シェア・インターナショナルのベンジャミン・クリームらがいる。
アセンデッドマスターの教え（昇天大師派）の教義によれば、サナト・クマーラがこの集団を創設した。また、グレート・ホワイト・ブラザーフッドの本拠地はゴビ砂漠上空のエーテル界に存在するシャンバラに築かれた

## 歴史
成就（熟達）に至った神秘家の秘密組織が人類のスピリチュアルな発展を導くという考えは、18世紀後半のカトリック神秘家カール・フォン・エッカートハウゼン（1752年 - 1803年）が、その著書であるオカルト古典『Die Wolke über dem Heiligtum（聖所にかかる雲）』の中で語った。この本には、世界を監視し進歩を導く力を持つアデプト（成就者）の会議が描かれ、真剣に求める者には、選ばれた者達に伝わる隠された知が享受されるとされていた。また彼は、キリスト教における聖徒の交わりや、かつてヨーロッパで広く噂されていた薔薇十字架やイルミナティのような秘密結社の例を挙げ、存命の神秘家と死んだ神秘家との間における共同体を提言した。
神智学協会の創設者であるヘレナ・P・ブラヴァツキ―は、その教えをアデプトから受けたものであると主張した。1877年の著書『ヴェールを脱いだイシス』では、そうした存在を「隠された同胞団のマスターたち (Masters of the Hidden Brotherhood)」または「マハトマ」と呼んでいる。これらのグループは肉体を持つ存在と持たない存在の両方から構成されているが、ブラヴァツキ―はその中の地球上における代表たちとチベットで実際に接触したと主張した。同時に自身の霊媒能力を使い、サイキックチャネルを通じて教えを受け取っているという主張もしている。

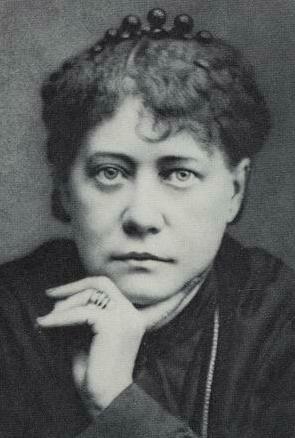
ヘレナ・P・ブラヴァツキー

同様の考えは、アセンデッドマスター・クートフーミから神智学者のアルフレッド・パーシー・シネットに手紙形式で伝えられた言われるマハトマ書簡にもある。1881年に出版され、神智学の初期の発展に影響を与えた本書によると、インドとチベットのある神秘的秘密組織では、高位のメンバーは互いにテレパシーで連絡をし、筆記や口頭によるコミュニケーションを必要としないと伝えられた。それは霊媒が死者の霊とコミュニケーションをとる方法に類似するものであり、後に論争を呼ぶ転生の教義を含む本書も、テレパシー的接触を通じて明らかにされたものだとシネットは主張した。
アデプトたちによる秘密の会という考えは、19世紀後半と20世紀初頭の秘教的教義において、異なる呼び方で広く共有された。ウェイト版タロットの制作者で黄金の夜明け団の団員あるアーサー・エドワード・ウェイトは、著作『Book of Black Magic and of Pacts（黒魔術と契約の書）』で「隠された教会」に言及し、オカルトに興味を持っていた若きアレイスター・クロウリーはこれに触発され、情報を求めてウェイトに手紙を出し、最近オカルティストのイザベル・ド・スタイガーが英訳したエッカートハウゼンの『聖所にかかる雲』を読むよう勧められた。クロウリーは、ここに書かれた宇宙の神秘を知る「神秘的な同胞団」に入れ込み、彼らとコミュニケーションを取り、彼らから啓示を得て人生の完全な純粋さと自然の秘密の力の支配権を手に入れたいと熱望するようになり、「神秘的な同胞団」の地上的現れであるとされる黄金の夜明け団に入団した。黄金の夜明け団では、秘密の首領と呼ばれる伝統的な秘教集団によって教えが授けられたとされていた。
グレート・ホワイト・ブラザーフッドという名前は、神智学協会のチャールズ・W・レッドビーターによる1925年の著書『マスターと道』（The Masters and the Path）の中で、多く言及されている。またアリス・A・ベイリーは、1920年から1949年の間にグレート・ホワイト・ブラザーフッドから多数の啓示を受けたと主張し、それらは『アリス・A・ベイリー資料』として本にまとめられた。グレート・ホワイト・ブラザーフッドという言葉が紹介されて以降、この名前は伝統に縛られず人類のスピリチュアルの発展に貢献するアデプトたちの共同体を指す総称な語として使われることがある。イギリスのオカルティストで黄金の夜明け団系のダイアン・フォーチュンは、生者と死者の両方のアデプトからなる共同体を指す言葉として使っている。
グレート・ホワイト・ブラザーフッドを「グレートホワイトロッジ」と呼ぶ西洋の魔術師もいる。これはグレート・ホワイト・ブラザーフッドがフリーメイソンに似たイニシエーションのヒエラルキーによって構成されると考えられていることを示す。イギリスのオカルト作家ガレス・ナイトは、そのメンバーを「マスターズ」または「内部平原におけるアデプト」と表現している。彼らは「形の世界におけるスピリチュアルな進化に必要な、すべての経験と、その経験からもたらされるすべての知識を獲得した存在」であるという。彼らの中で、ある者は「他の惑星での高度な進化」の道に進み、また他の者は「この惑星における周期的な進化」で新参者を助けるために教えを説くマスターとなるが、彼らについてはほんの一部しか人類には知られていないと主張した。薔薇十字団は、グレート・ホワイト・ブラザーフッドとグレートホワイトロッジという二つの名前を使い分け、グレート・ホワイト・ブラザーフッドは、グレートホワイトロッジの「学校またはフラタニティ」であり、この道にいるすべての真実の学生は会員を目指しているとしている。アレイスター・クロウリーの発言の中には、グレート・ホワイト・ブラザーフッドを彼の結成した秘密魔術結社・銀の星だと示唆するものもある。
グレート・ホワイト・ブラザーフッドという用語がより広く普及していくのは、ガイ・バラードの著著『ヴェールを脱いだ神秘』（Unveiled Mysteries）と、彼の提唱したIAM運動による。バラードによれば、この「不滅の聖人と賢人による同胞団（ブラザーフッド）」は、変容・再誕・昇天のイニシエーションを潜り抜けた存在だと言われ、のちにブリッジ・トゥ・フリーダム、サミットライトハウス、普遍勝利教会、テンプル・オブ・プレゼンスらによって、アセンデッドマスターの教えとしてさらに拡大した。 
シェア・インターナショナルを創設したベンジャミン・クリームは、その著書がグレート・ホワイト・ブラザーフッドからテレパシーで得た情報によるものだと主張した。
最高位フリーメイソンの公式誌『New Age』1933年9月号では、グレート・ホワイト・ブラザーフッドはフリーメーソンや300人委員会を含む悪魔崇拝の秘密結社イルミナティの別名であるとされている。

## 派生
グレート・ホワイト・ブラザーフッドは、グレートブラザーフッド・オブ・ライト（光の大同胞団）、または地球のスピリチュアル・ヒエラルキーとしても知られている。地球から不死の存在に上昇したのちも、依然として世界中で人々を見守り続けているアセンデッドマスターによる霊的組織である。レッドビーターは「グレート・ホワイト・ブラザーフッドには、天国のホスト（私たちの世界の進化に直接関係するスピリチュアルヒエラルキー）のメンバー、善良な他の惑星からのメンバー、未上昇の徒弟を含む」と話している。
神智学者は、彼らの伝える古代の知恵のマスターは、グレート・ホワイト・ブラザーフッドの名の下に、地球への奉仕を共に行うと信じている。「白」という用語の使用は、白魔法の使用を意味し、人種とは無関係である。ブラヴァツキ―はその後期の教えで、マスターとはヨーロッパ人ではなく、民族的にチベット人かインド人（ヒンズー教徒）だと説明している。しかし最近の懐疑的研究は、この記述は彼女が師のアイデンティティを隠すために使った記述だったことを示唆している。
ほとんどのオカルトグループは、グレート・ホワイト・ブラザーフッドを非常に重要視しているが、中にはメンバーであるアセンデッドマスターとの関わりを自分たちの存在の根拠とするグループもある。中でも最も顕著なのは、1930年代に設立されたIAM運動、ブリッジ・トゥ・フリーダム、普遍勝利教会、そしてテンプル・オブ・プレゼンスである。神智学の教えを継承したこれらの団体にとって、グレート・ホワイト・ブラザーフッドとアセンデッドマスターは、その教義の本質的な部分を担う 。これらの情報を疑わしいと考える人たちは、彼らのうちグレート・ホワイト・ブラザーフッドに所属するものは一人もいないと考える。グレート・ホワイト・ブラザーフッドを構成するアセンデッドマスターには、マスターイエス、サナト・クマラ、孔子、釈迦、イエスの母マリア、ヒラリオン、エノク、ポール・ベネチア、観音、サンジェルマン伯爵、およびクートフーミらがいるとされる。彼らは地球上での来歴や違いをさて置いて、人類のスピリチュアルな幸福に貢献するために団結するとされる。

### 人類の敵 ロード・オブ・ダーク・フェイス
元神智学協会員で人智学の創始者のルドルフ・シュタイナーは、彼が考えるところの「第五文化期」である今（当時）、人類はゲルマンの神々の導きで新たな霊性を得るとしたが、キリストという神的存在に導かれる霊的な進化と、ルシファーやアーリマンという悪霊によって導かれる堕落の道との分岐点でもあるとしている。
彼が言うルシファー、アーリマンという悪霊は、「グレート・ホワイト・ブラザーフッド・オブ・マスターズ（大いなる白き同胞団）」と闘争を続ける悪霊「ロード・オブ・ダーク・フェイス（黒い顔の主）」という神智学の漠然とした概念を明確化したもので、人類の主な敵であるとした。1914年に第一次世界大戦が起こると、シュタイナーは戦争を起こしたのはダーク・フォースだと主張した。
ルシファーは傲慢の霊で、「人間の中のあらゆる熱狂的な力や、あらゆる神秘主義的な力を呼び起こす能力を備えた存在」であり、人間は努力すれば人間の限界を超え霊的能力を持てるという身の程知らずな考えに陥らせる霊である。幻想的な力を使い、第三根幹人種レムリア人が性的逸脱によって堕落するよう影響を及ぼしたという。アーリマンは物質主義の霊で、「人間を唯物論という迷信へと導き、無味乾燥で散文的で俗物的な存在にする力を持つ」という。現代科学・技術の最高神であり、人類に精神と五感の領域だけを信じ、霊的な面を拒むように仕向けるとされた。ただし、歴史を長い目で見れば、ルシファーとアーリマンの力は文化の多様性や人間精神の自律性をもたらすという面もある。アーリマンの影響が最も大きいのは自然科学の諸分野で、全てが数字に還元されるため、人々は徐々に世界は物質でできた機械のようなものだと感じるようになっていくとしている。ダーウィンの進化論も、アーリマンの影響でできたものだという。また、アーリマンは経済にも大きな力を発揮するとしており、その影響で科学的・経済的に繁栄し、物質的欲望が満たされた生活を享受するようになると、霊的進化は止まり、文化は崩壊すると考えた。ルシファーとアーリマンの力の間で均衡を保つため、本質的に太陽神であるキリスト（シュタイナーの解釈）という霊格が必要とされるのだという。シュタイナーは人々に、キリストの受肉の意味を理解し、人類を堕落させるために悪霊が張り巡らせた罠に備え、霊的進化の道を進むよう求めた。
ピーター・ワシントンは、ゲルマン民族の文化的優位性を説き、霊的な敵によるオカルト陰謀論を主張したシュタイナーの論について、「戦後、人智主義者がシュタイナー擁護論をいろいろ出したが、大戦前のヨーロッパ政治について彼が書いたものは、先に述べたような常軌を逸した考えを多少穏やかに改変したものにすぎない。(中略）彼がゲルマン文化の熱烈な擁護者なのか、むき出しの愛国主義者なのかを区別するのは難しい」と述べている。